# Zevenbladpuntkogeltje
Het zevenbladpuntkogeltje (Mycosphaerella podagrariae) is een schimmel behorend tot de familie Mycosphaerellaceae. Deze biotrofe parasiet komt voor op levende bladeren van zevenblad (Aegopodium podagraria). Het kent een anamorfe en een teleomorfe vorm. 

## Kenmerken

### Anamorfe
Conidia zijn erg lang, dun, wormvormig, lineair of sub-knotsvormig en aan beide uiteinden stomp taps toelopend en meten 35-75 x 2,5-4 µm. 

### Teleomorf
Deze vorm zit er uit als zwarte bolletjes op het blad oppervlak. De ascostromata perithecia zijn 90-120 µm diameter. De asci zijn 8-sporig, meestal aanwezig met 15-25 per ascoma en meten meten 50-60 x 14-16 µm. Ascosporen zijn gladwandig, hyaliene en ellipsvormig tot bijna eivormig met afgeronde uiteinden. De sporen zijn gesepteerd niet ingesnoerd bij het septum en het septum ligt mediaan. De bovenste cel is iets breder dan de onderste. De sporenmaat is 18-19 × 5-6 µm.

## Verspreiding
Het zevenbladpuntkogeltje  komt met name voor in Europa, maar is ook waargenomen Afrika (Marokko, Zuid-Afrika), Noord-Amerika (Canada) en enkele Aziatische landen . In Nederland komt het vrij algemeen voor. Het staat niet op de rode lijst en is niet bedreigd 

## Foto's

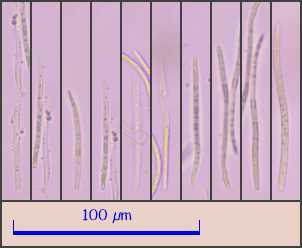
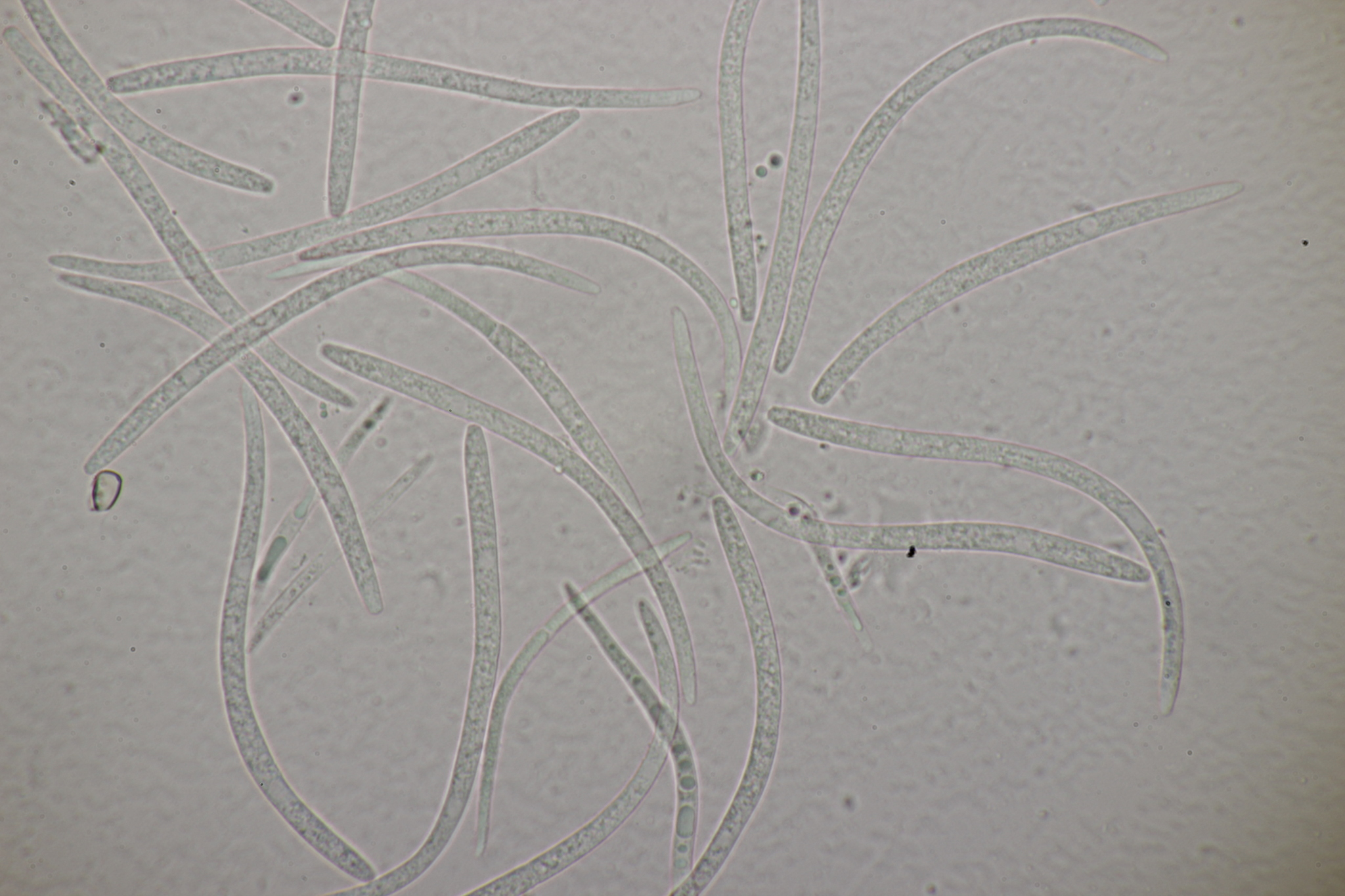

̽